# Santuario di Santa Maria della Stella (Militello in Val di Catania)
Il santuario di Santa Maria della Stella è un luogo di culto ubicato a Militello in Val di Catania, appartenente alla diocesi di Caltagirone.

## Storia

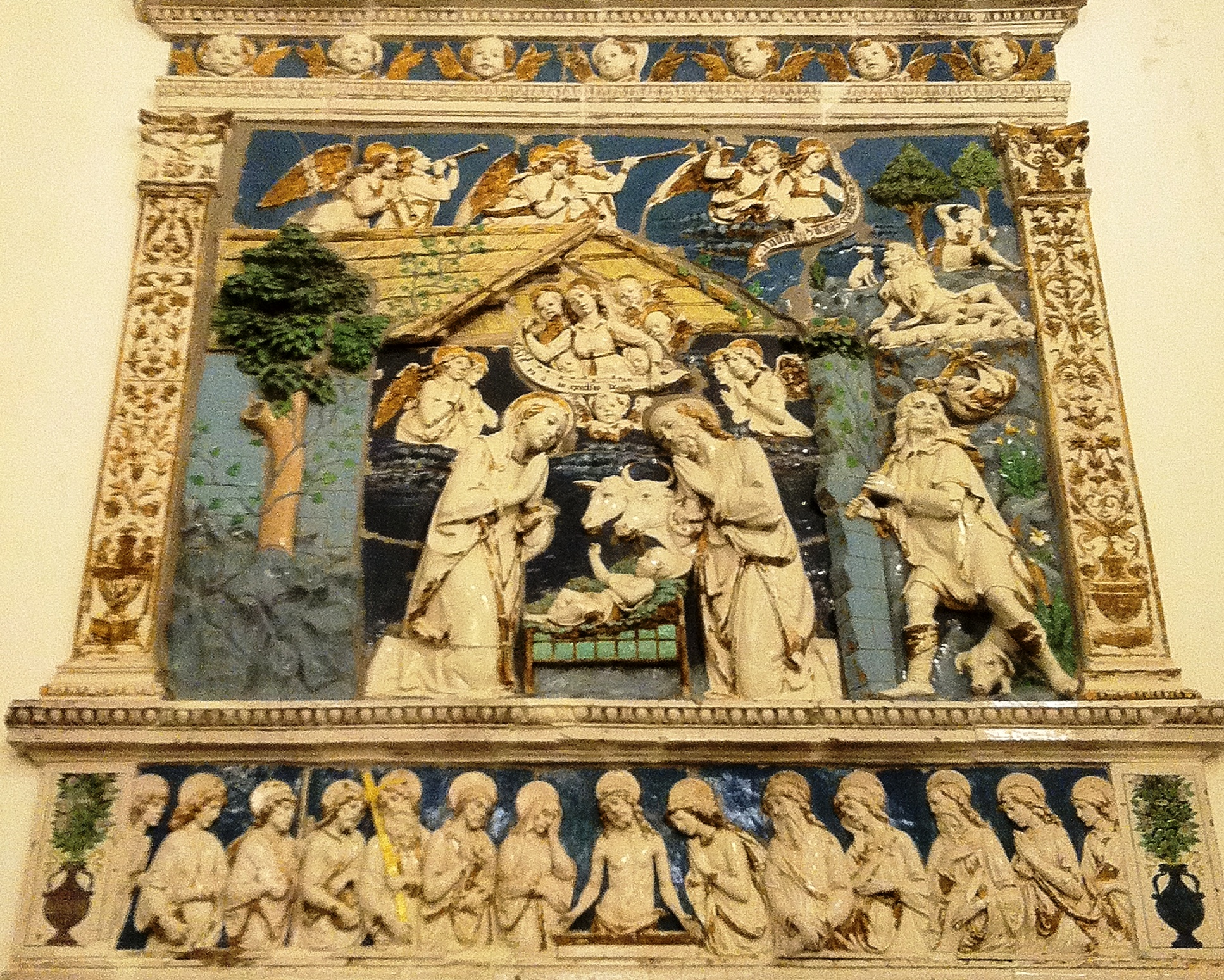
Natività, Andrea della Robbia.

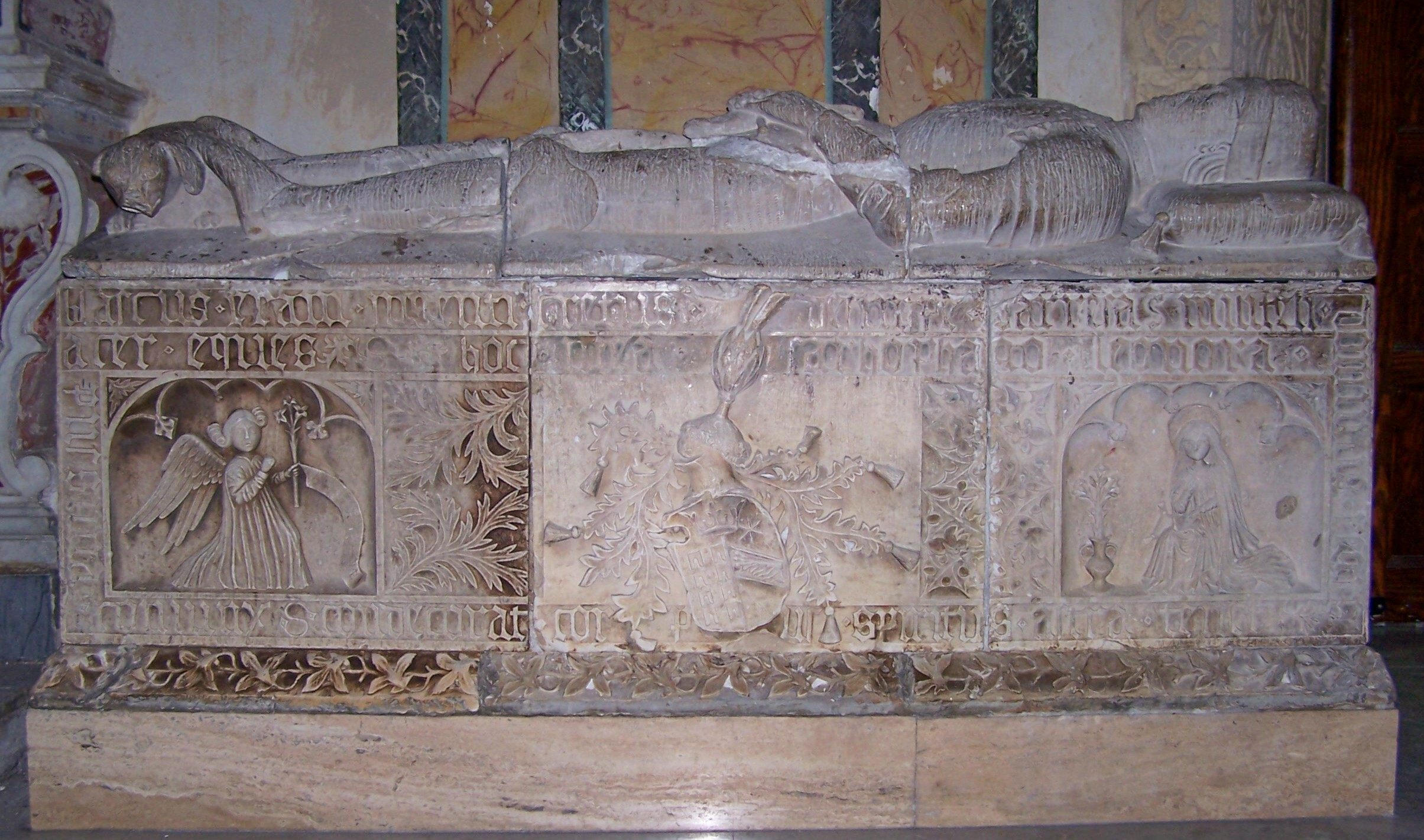
Sarcofago di Blasco II Barresi.

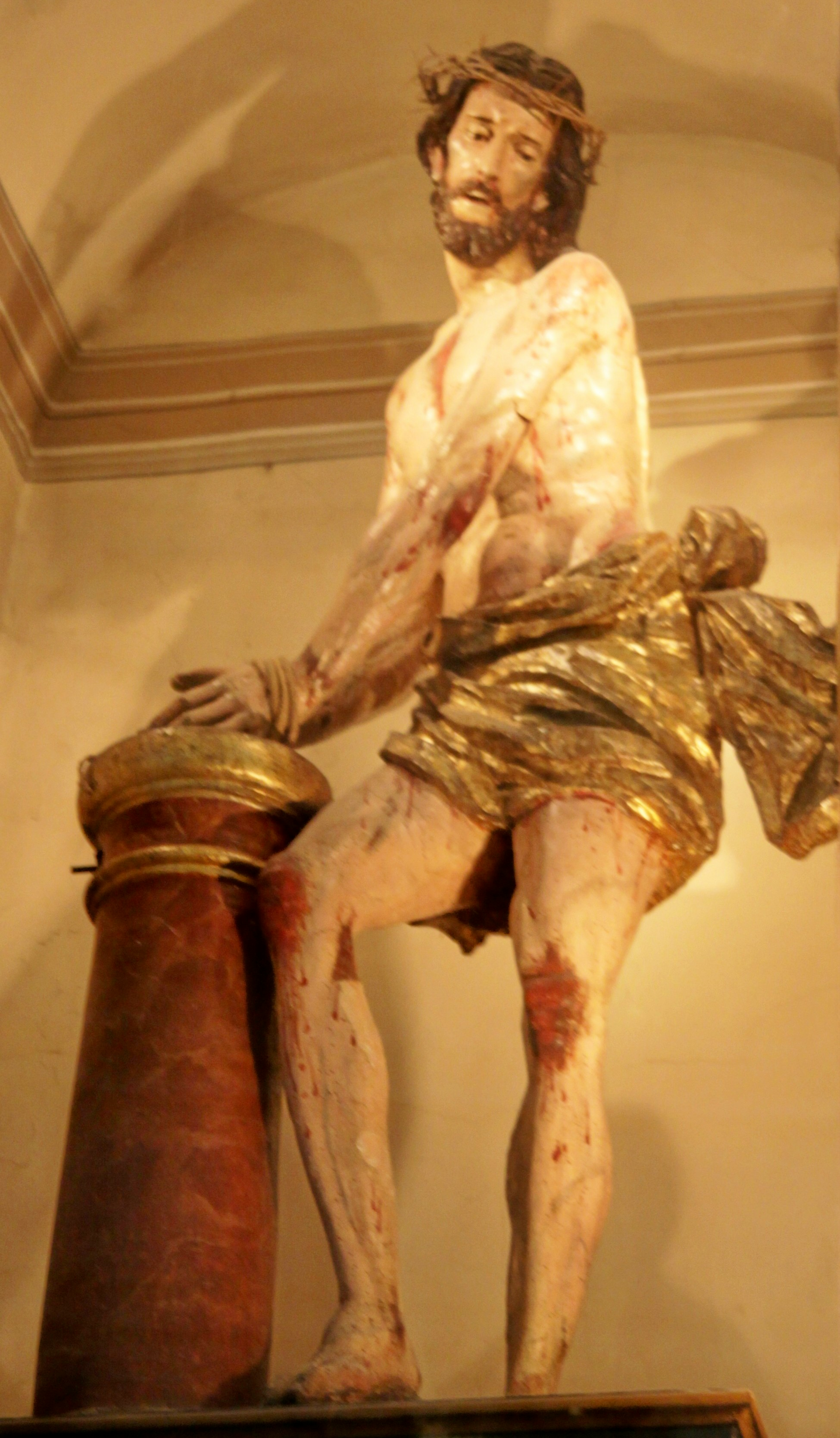
Cristo alla colonna, Gaetano Frazzetto.

Edificata a partire dal 1722, in sostituzione dell'antica basilica di Santa Maria della Stella, distrutta dal terremoto del Val di Noto del 1693, fu aperta al culto nel 1741. Dopo il terremoto, la parrocchia trovò sede provvisoria presso la chiesa di san Pietro, successivamente nella chiesa di sant'Antonio di Padova, quindi nella chiesa di sant'Antonio Abate.
La costruzione dedicata alla Madonna della Stella, patrona principale della città, è collocata in cima a una scenografica scalinata e presenta un'armoniosa facciata barocca ricca di intagli, affiancata da una poderosa torre campanaria. Il disegno del prospetto si deve all'architetto Giuseppe Ferrara da Palazzolo Acreide, attivo nel Val di Noto negli anni successivi al terremoto; i pregevoli stucchi settecenteschi che decorano l'interno sono invece dell'agrigentino Onofrio Russo, allievo del celebre Giacomo Serpotta. Gli eleganti pilastri e le arcate interne presentano lo stesso profilo di quelli della coeva chiesa del Santissimo Crocifisso di Noto.
Nel 1783, anno del terremoto della Calabria meridionale, la festa patronale fu resa particolarmente solenne, arricchendosi di splendide manifestazioni religiose e d'intrattenimento, in ringraziamento alla Vergine per aver preservato la città dalla furia distruttrice del sisma. A causa del terremoto di Messina del 1908, il tempio fu temporaneamente chiuso al culto. La sede parrocchiale fu ospitata dapprima presso la chiesa del Santissimo Sacramento al Circolo, quindi nella chiesa di san Domenico. L'edificio fu riparato a partire dal 1909 grazie alla munificenza di Pio X.
Il 6 settembre 1925 la chiesa fu consacrata con rito solenne dal vescovo di Caltanissetta, monsignor Giovanni Jacono. Nel 1929, accanto alla chiesa sorse la canonica, ricavata dall'abbattimento della chiesa di sant'Antonio Abate.
L'8 settembre 1954 l'effigie della Madonna della Stella fu incoronata con una preziosa corona d'oro dal capitolo vaticano.
L'11 ottobre 1969, con decreto di monsignor Carmelo Canzonieri, vescovo di Caltagirone, la basilica fu elevata alla dignità di santuario.
Dopo il sisma del 13 dicembre 1990, noto anche come terremoto di santa Lucia, la chiesa fu sottoposta a lunghi lavori di consolidamento strutturale e restauri.
Il 28 giugno 2002 il monumento è stato inserito dall'UNESCO nella lista dei patrimoni dell'umanità e nel 2016 il santuario è stato oggetto di importanti lavori di restauro.
Dal 22 febbraio 2018 il santuario di Santa Maria della Stella è unito con vincolo di affinità spirituale alla Basilica di Santa Maria Maggiore.

## Interno
L'apparato pittorico fu realizzato da Giuseppe Barone nel 1947 con il ciclo di affreschi raffiguranti la Presentazione al Tempio, l'Annunciazione, l'Incoronazione della Beata Vergine e l'Apoteosi. La pala dell'altare maggiore è una grande Natività di Maria, opera del 1760 circa di Olivio Sozzi.

### Navata destra
- Prima campata: cappella di sant'Anna. Altare di sant'Anna, ambiente definito per atto di devozione della famiglia Iatrini. Nelle adiacenze si apre la porticina di accesso alla canonica.
- Seconda campata: cappella di san Gaetano. Altare di san Gaetano da Thiene, manufatto proveniente dalla chiesa di san Domenico; la tela è opera del sacerdote Antonino Scirè. Ambiente definito per atto di devozione della famiglia Reforgiato.
- Terza campata: cappella dell'Assunta. Nell'edicola è collocata l'Apoteosi di Maria raffigurata tra angeli, affresco realizzato da Giuseppe Barone. Le strutture in marmo policromo provengono dalla chiesa di san Domenico, dove costituivano l'altare maggiore.
  - Pulpito sormontato da baldacchino.
- Quarta campata: cappella della Maddalena Penitente. Ambiente definito per atto di devozione della famiglia Baldanza, caratterizzato dal monumento funebre di Carlo Barresi ritratto in ginocchio.
- Quinta campata: cappella della Natività. Sulla parete è incastonata la Natività in ceramica invetriata, capolavoro di Andrea della Robbia, proveniente da Santa Maria la Vetere. La pala d'altare fu acquistata da Antonio Piero Barresi, signore di Militello, nel giugno del 1487. Il manufatto costò 101 fiorini, di cui 31 furono spese di spedizione dal porto di Livorno, trasporto effettuato dalla compagnia Strozzi.

Nel bassorilievo, fra lesene con decorazioni a candelabra, è raffigurata la capanna di Betlemme; in alto, schiere di angeli musici recano un cartiglio con l'iscrizione "Nuntio vobis gaudium magnum", messaggio rivolto ai pastori. Dentro la capanna è ritratta la Sacra Famiglia adorante il Bambinello; in alto, altri angeli con il cartiglio recante la scritta "Gloria in excelsis Deo" e un pastore col suo fardello. Il registro superiore è costituito da una lunetta con il Padreterno che regge il libro recante le lettere "Α e Ω", raffigurato fra angeli adoranti e schiere di putti osannanti. Nel registro inferiore o predella è raffigurato Gesù Risorto, ritratto fra Maria e i dodici Apostoli. Tutta la pala in origine era ornata d'oro zecchino, di cui oggi si notano soltanto tracce annerite. Dalla comparazione con altre opere della stessa bottega si evince che il manufatto di Militello costituisce il capolavoro più animato e affollato, in termini di personaggi, della peculiare produzione toscana.

### Navata sinistra
- Prima campata: l'ambiente adibito a battistero ospita il fonte battesimale, sovrastato dal dipinto di Pietro da Mineo raffigurante il Battesimo di Gesù.
- Seconda campata: Cappella di San Giovanni di Dio. Il manufatto marmoreo proviene dalla chiesa di sant'Antonio Abate. L'ambiente ospita il monumento funebre del marchese di Militello, don Vincenzo Barresi-Branciforte, primo marchese di Militello, opera del 1567.
- Terza campata: varco laterale sinistro. Il portale proviene verosimilmente dalla chiesa di Santa Maria la Vetere e reca nella parte esterna la data del 1506. In questo ambiente è collocato il sepolcro di Blasco II Barresi del XV secolo. Il personaggio, morto nel 1461, è raffigurato in armatura militare: il capo appoggiato sul ricco cuscino, la spada mantenuta lungo gli arti inferiori, i piedi accostati al fido cane accucciato in atteggiamento dormiente. Nella lastra frontale del sarcofago, sormontata dalla figura giacente, l'episodio biblico dell'Annunciazione riprodotto in due riquadri delimita lo stemma familiare posto al centro.
- Quarta campata: Cappella dell'Ecce Homo. L'ambiente ospita la nicchia contenente il Cristo flagellato o Cristo alla colonna dello scultore Frate Umile da Petralia,[2] opera in legno e canapa del XVII secolo, proveniente dalla chiesa di sant'Antonio Abate.
- Quinta campata: Cappella di San Bartolomeo. La sopraelevazione custodisce una pala del 1694 raffigurante il Martirio di San Bartolomeo, incastonata in una monumentale cornice di legno dorato del 1703, opera commissionata dalle maestranze dei conciatori di pelli attive a Militello, in onore del loro santo protettore.

### Sacrestia e tesoro del santuario
La sacrestia del santuario conserva suppellettili sacre in argento (XV - XVIII secolo), provenienti dalla chiesa parrocchiale e dalle sue chiese filiali, il corredo in argento e oro della statua della Madonna della Stella, ex voto in oro, paramenti in seta e oro (XVII - XVIII secolo) e apparati di damasco. Vi si trovano inoltre immagini sacre, tra cui un San Paolo di Giovan Battista Baldanza del 1644, il monumentale polittico quattrocentesco raffigurante San Pietro in cattedra e storie della sua vita, attribuito ad Antonello da Messina o al Maestro della Croce di Piazza Armerina, un dipinto di Vito D'Anna raffigurante l'Immacolata e altre tele di pregio, come una Madonna della Stella di Giacinto Platania (XVII secolo).

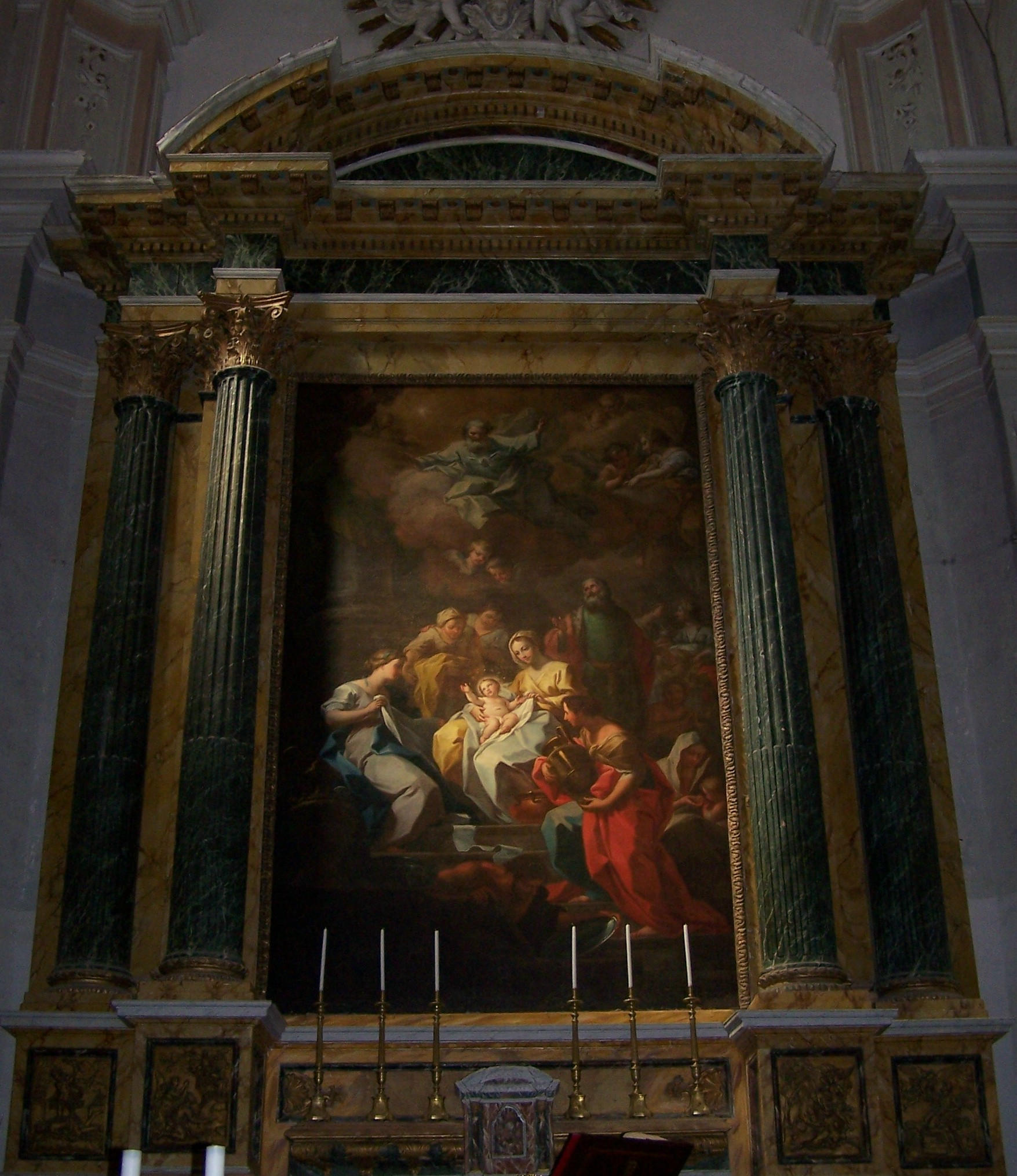
Natività di Maria di Olivio Sozzi
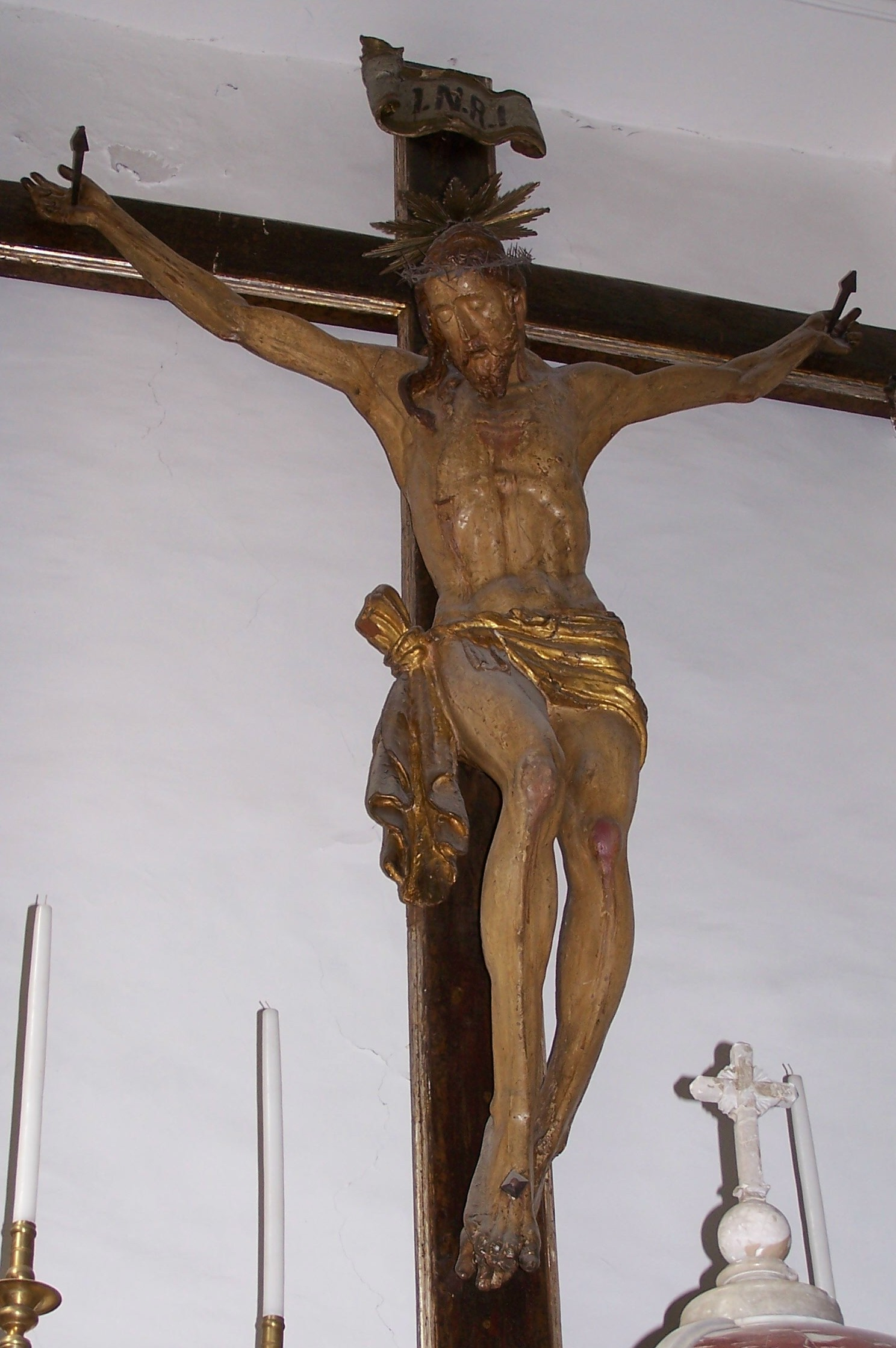
Crocifisso
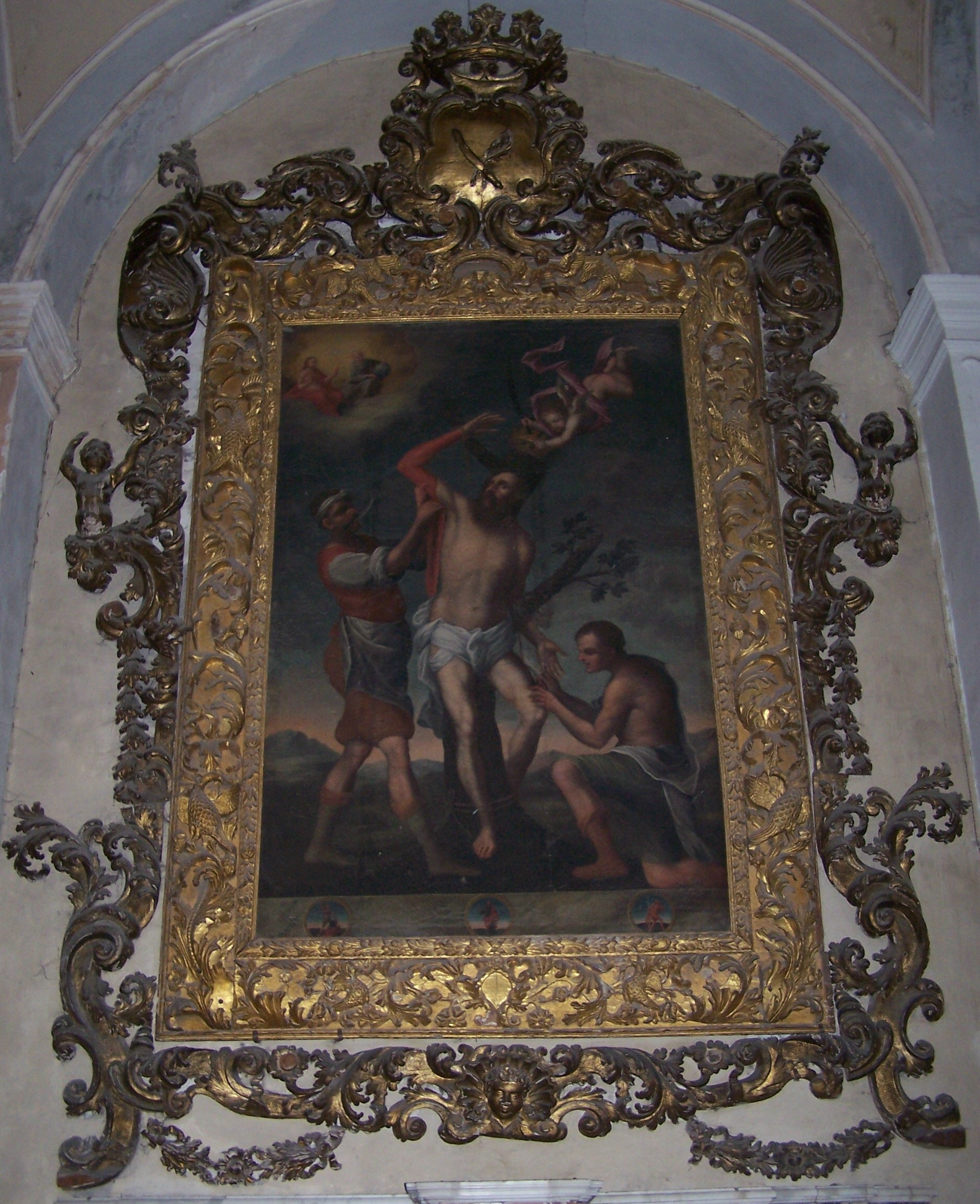
Martirio di San Bartolomeo
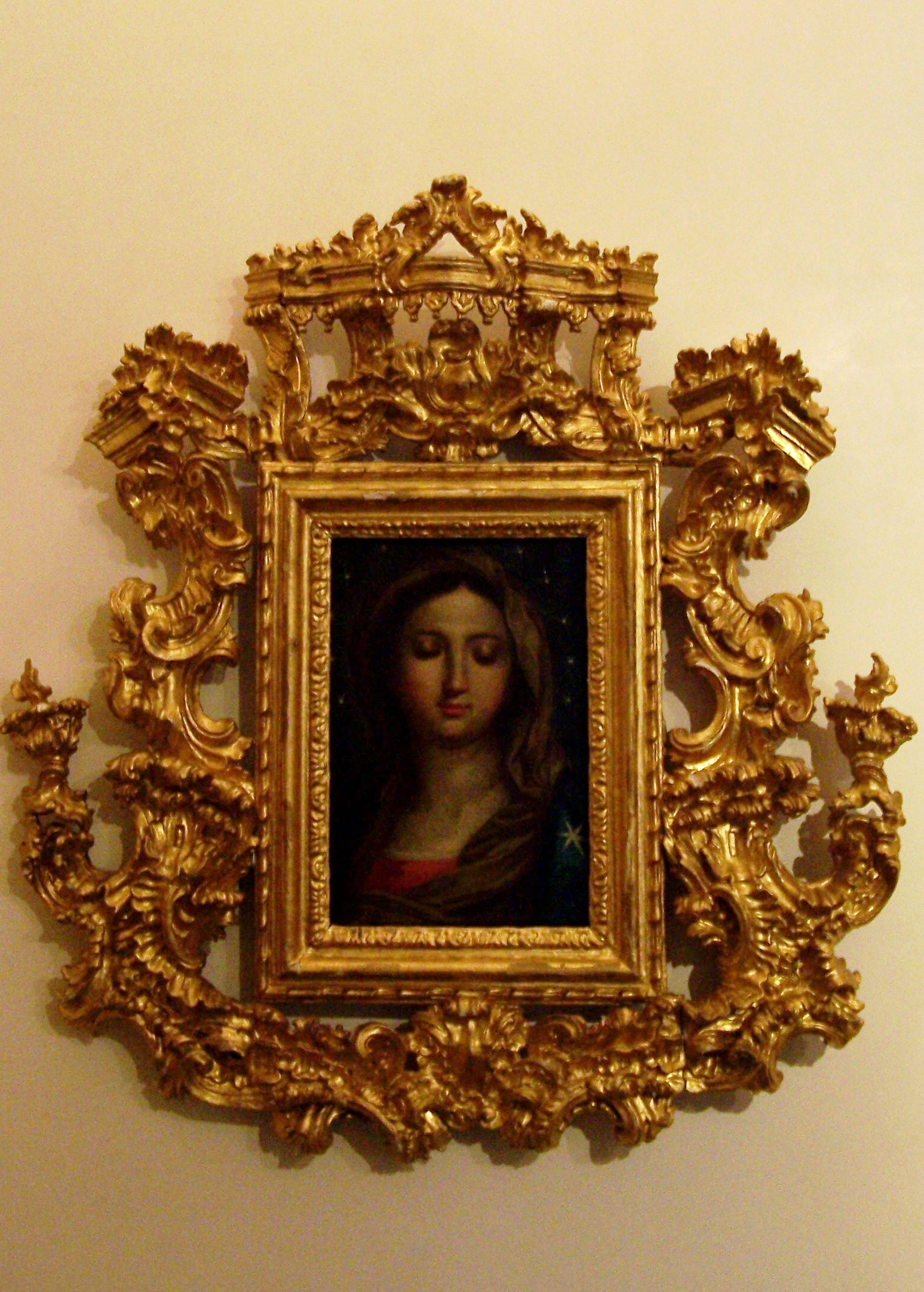
Immacolata di Vito D'Anna
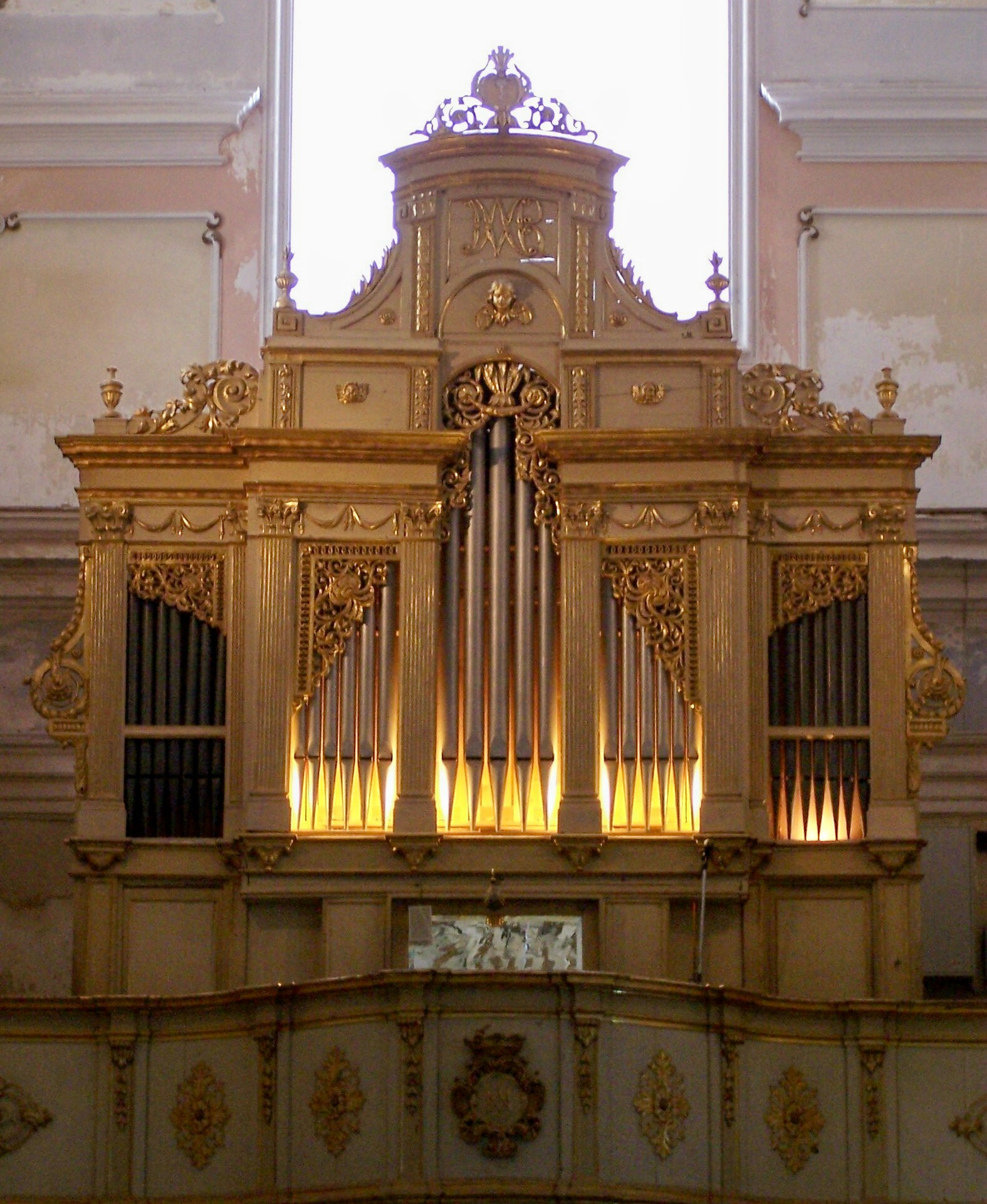
Organo
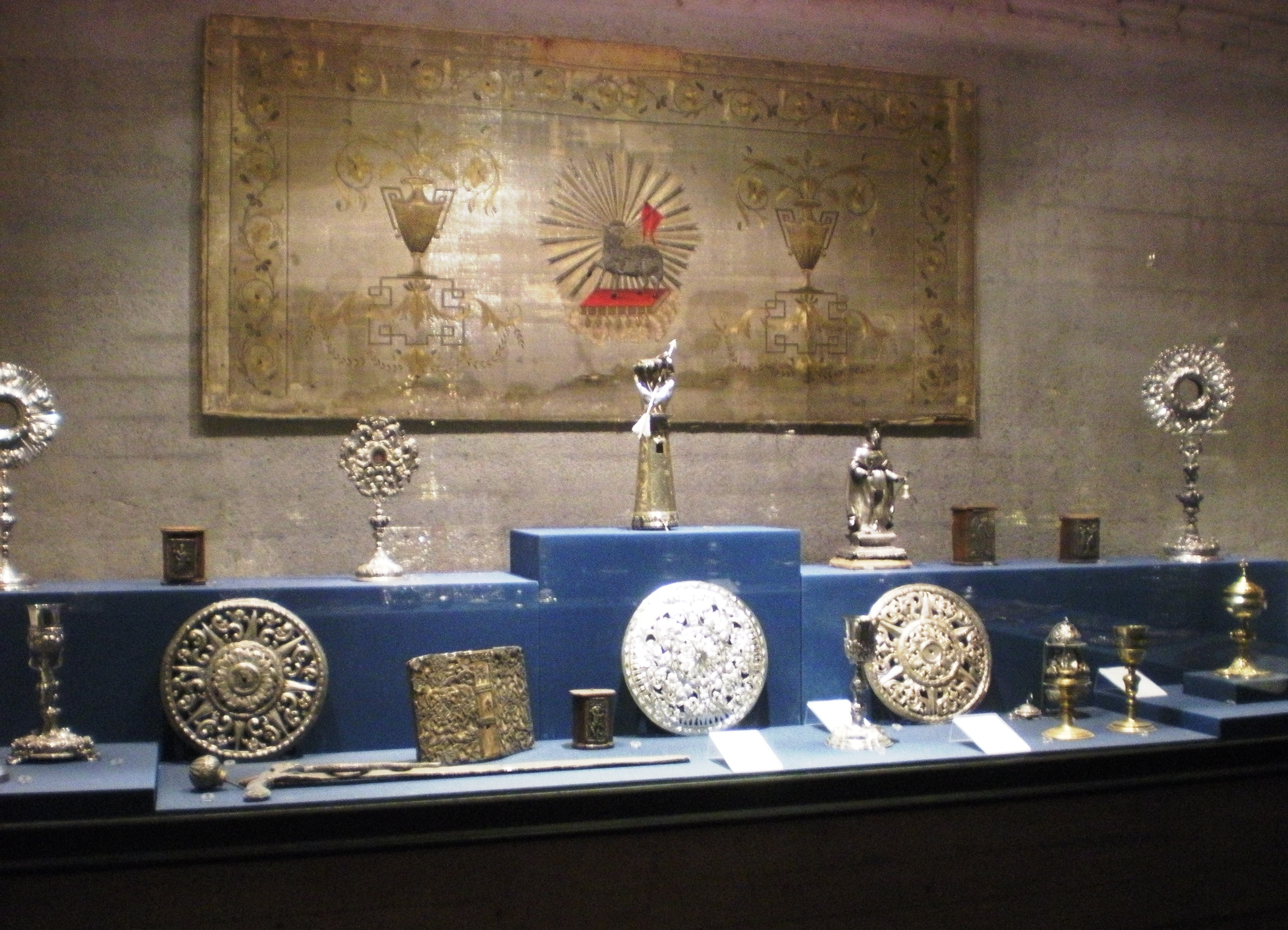
Tesoro di Santa Maria della Stella

## Eventi di rilievo
Il 20 agosto 2025 nel santuario vennero celebrati i funerali di Pippo Baudo.